# Uzwarcenie Wallmana
W matematyce, dokładniej w topologii, uzwarcenie (lub rozszerzenie) Wallmana to uzwarcenie, które można traktować jako namiastkę uzwarcenia Čecha-Stone’a dla przestrzeni {\displaystyle T_{1}}.

## Konstrukcja
Niech {\displaystyle X} będzie {\displaystyle T_{1}}-przestrzenią, {\displaystyle {\mathfrak {D}}(X)} rodziną jej wszystkich podzbiorów domkniętych, a {\displaystyle F(X)} rodziną wszystkich ultrafiltrów w {\displaystyle {\mathfrak {D}}(X).} Dla każdego ultrafiltru {\displaystyle {\mathfrak {F}}\in F(X)} przekrój {\displaystyle \bigcap _{V\in {\mathfrak {F}}}V} jest albo zbiorem jednopunktowym (tzn. jest to ultrafiltr postaci {\displaystyle {\mathfrak {F}}_{x}=\{V\in {\mathfrak {D}}(X):x\in V\}}) albo zbiorem pustym. Pozwala to utożsamiać {\displaystyle {\mathfrak {F}}_{x}} z punktem {\displaystyle x.}
Przyjmijmy {\displaystyle \omega X=X\cup F_{0}(X),} gdzie {\displaystyle F_{0}(X)} jest podzbiorem ultrafiltrów z {\displaystyle F(X)} o pustym przekroju. Jeżeli {\displaystyle U\subseteq X} jest zbiorem otwartym, to niech {\displaystyle U^{*}=U\cup \{{\mathfrak {F}}\in F_{0}(X):{\textrm {istnieje}}\ A\in {\mathfrak {F}},{\text{że }}A\subseteq U\}.} Rodzina wszystkich zbiorów postaci {\displaystyle U^{*},} gdzie {\displaystyle U\subseteq X} jest otwarty, stanowi bazę pewnej topologii na {\displaystyle \omega X.} Zbiór {\displaystyle \omega X} wyposażony w tę topologię nazywamy uzwarceniem (lub rozszerzeniem) Wallmana.

## Własności
- Przestrzeń {\displaystyle \omega X} jest zwartą. {\displaystyle T_{1}}-przestrzenią.
- Przestrzeń {\displaystyle X} jest podprzestrzenią gęstą {\displaystyle \omega X.}
- Każde odwzorowanie ciągłe {\displaystyle f:X\to Z,} gdzie {\displaystyle Z} jest przestrzenią zwartą Hausdorffa można przedłużyć do odwzorowania {\displaystyle \omega X\to Z.}
- Przestrzeń {\displaystyle \omega X} jest przestrzenią Hausdorffa wtedy i tylko wtedy, gdy przestrzeń {\displaystyle X} jest normalna.
- Jeżeli {\displaystyle X} jest normalna, to rozszerzenie Wallmana {\displaystyle \omega X} jest uzwarceniem przestrzeni {\displaystyle X} równoważnym uzwarceniu Čecha-Stone’a {\displaystyle \beta X}[1].